# Dea Dia
Dea Dia, též Dia, je římská bohyně jarní setby, snad totožná s Cererou, Tellus, Accou Larentií nebo Bonou Deou. Je úzce spojena s Arválskými bratry, starobylým kněžským kolegiem, jež mělo na starosti oběti zajišťující očistu a plodnost polí, květnovou zemědělskou slavnost Ambarvalia a ve svých písních vzývalo Marta a lary. Na sklonku republiky jejich význam upadal, ale jejich prestiž byla obnovena císařem Augustem. Arválové poté pořádali třídenní květnovou slavnost na počest Dei Dii, nahrazující Ambarvalie, zajišťující očistu a plodnost polí. Datum slavnosti se určovalo každý rok zvlášť, připadalo například na 19. či 29. května.
Oslava byla vyhlášena magistrem kolegia z chrámu Concordie na Kapitolu a poté se Arválové přesunuli do domu svého vůdce, kde bohyni přinesli oběti, druhý den trávili v posvátném háji Dei Dii na Via Campana a poslední den jí opět obětovali v magistrově obydlí. Bratrstvo bylo v téže době také spojeno s kultem císaře, jeho členové skládali slib zajišťující blaho císaře a jeho rodiny, nejčastěji 3. ledna, a Dea Dia byla v přísaze uváděna hned za kapitolskou trojicí. Po roce 38 n. l. jméno bohyně z textů slibů úplně zmizelo, v první polovině 1. století však bylo v jejím háji postaveno Caesareum, budova sloužící ke kultu císaře.